# 洪有第
洪有第（1533年—1561年），字懋学，號肖英，福建南安人，徙居晋江，明朝政治人物，同進士出身。

## 生平
銅仁府同知洪庭實長子。二十六歲中式嘉靖三十七年（1558年）戊午科福建鄉試第七十四名舉人。次年聯捷己未科進士。授直隸新城縣知縣。縣內多顯貴之人，常憑藉自己背後有靠山，便肆意妄為、為非作歹，見到有第處理公務精細周詳，便全都收斂不敢再放肆。飢荒時，有第率先開放糧倉賑濟災民，很多災民因而被救活。不久，調任廣東新會縣知縣，百姓們紛紛攀轅泣別。還未上任，竟因操勞過度，旋即病逝於京杭大運河的官船上。

## 家族
曾祖父洪昕，曾任義官、祖父洪宙、父洪庭實，曾任府同知。母張氏。嚴侍下。兄洪有容（贡士）。
子洪啓睿，字爾介，號訒原，萬曆二十年（1592年）登壬辰科進士，官至浙江左布政使。